# Gaspare Spatuzza
Gaspare Spatuzza, soprannominato  'u Tignusu (Palermo, 8 aprile 1964), è un mafioso e collaboratore di giustizia italiano, già membro di Cosa Nostra, affiliato alla famiglia del quartiere Brancaccio di Palermo.

## Biografia

### Attività criminale
Figlio di un manovale reinventatosi fruttivendolo ambulante morto in un incidente stradale mentre si stava recando al mercato ortofrutticolo, Gaspare capì ben presto di doversi impegnare a portare a casa dei soldi. Lasciò la scuola in terza elementare dopo averla ripetuta per due anni e trovò lavoro nella bottega di un falegname e poi come imbianchino grazie a un cugino che lavorava per persone legate a Cosa nostra. Spatuzza si ritrovò quindi a ritinteggiare la casa dei Graviano stringendo amicizia con Filippo e Giuseppe che diventarono ben presto la sua seconda famiglia. Nel 1976 un fratello di Gaspare, Salvatore, fu ucciso come ritorsione per essersi permesso di partecipare al rapimento di Graziella Mandalà, moglie di un importante costruttore edile, violando la regola non scritta secondo la quale i rapimenti non erano consentiti perché richiamavano l'attenzione delle forze dell'ordine e allarmavano la gente con la conseguente perdita del consenso sociale. Gaspare trovò il sostegno dei Graviano e, secondo quanto gli riferì Giuseppe, il fratello sarebbe stato ucciso da Salvatore Contorno, uno degli uomini più fidati di Stefano Bontate. Per questa ragione quando esploderà la seconda guerra di mafia, Spatuzza si schiererà dalla parte di Totò Riina e dei Corleonesi, nemico giurato di Bontate e quindi di Contorno. All’inizio non gli vennero affidati compiti di rilievo nella cosca ma si occupava di attirare con l’inganno le vittime designate e di consegnarle a chi poi le avrebbe uccise. Nel 1984 Spatuzza fu arrestato nella sede di un’azienda palermitana con altri capi e gregari di Brancaccio.
Rapinatore e poi sicario, Gaspare Spatuzza, soprannominato "u Tignusu" (il Pelato) per la sua calvizie, era affiliato alla Famiglia di Brancaccio, guidata dai fratelli Graviano. Si è autoaccusato di aver rubato la Fiat 126 che il 19 luglio 1992 venne impiegata come autobomba nella strage di via d'Amelio in cui furono uccisi il giudice Paolo Borsellino e la sua scorta.
Nell’estate del 1993 i Graviano gli diedero l’ordine di preparare un attentato in grande stile per eliminare Giancarlo Caselli, procuratore capo di Palermo, con un lanciamissili acquistato insieme ad altre armi tramite la ‘ndrina Nirta.
Cooptato da Salvatore Grigoli, fu tra gli esecutori materiali dell'omicidio di don Pino Puglisi del 15 settembre 1993, per il quale è stato condannato all'ergastolo con sentenza definitiva. È stato inoltre condannato per altri 40 omicidi tra cui quelli di Giuseppe e Salvatore Di Peri, Marcello Drago, Domingo Buscetta (nipote del pentito storico di Cosa nostra, Tommaso) e Salvatore Buscemi.
Il 23 novembre 1993, fingendosi un poliziotto, partecipò al rapimento di Giuseppe Di Matteo, figlio del collaboratore di giustizia Santino Di Matteo, che sarebbe stato ucciso dopo oltre due anni di prigionia.
Secondo quanto raccontato da Spatuzza, in occasione del rapimento del bambino, ‘’ad un certo punto io insieme ad alcuni altri del gruppo ci siamo ribellati alla crudeltà mostrata nei confronti del piccolo dal gruppo a cui, noi che lo avevamo rapito, dovevamo consegnarlo e tenerlo in custodia. C’è stato uno scontro verbale e siamo arrivati al litigio.’’ Al processo per l’omicidio del ragazzino, Spatuzza chiederà il perdono: ‘’Questo è un macigno che porteremo noi per tutta l'eternità. Intendo chiedere perdono alla famiglia e alla società civile tanto oltraggiata e offesa, l’abbiamo violentata’’.
Tra il gennaio del 1994 e il giugno del 1995 vennero arrestati i fratelli Graviano e Antonino Mangano e così toccò a Spatuzza la reggenza della cosca di Brancaccio. Fino a quel momento però non era stato ancora “punciutu”, cioè non formalmente affiliato a Cosa nostra, una mancanza che venne riparata con il rito del giuramento e ad ufficializzare il suo ingresso nella mafia siciliana fu Matteo Messina Denaro. Tuttavia Spatuzza rimase deluso dalla scelta dei Graviano di lasciare la cassa nelle mani di Pietro Tagliavia mentre lui si doveva occupare solo dell’ala militare della cosca.
Arrestato il 2 luglio 1997 presso l'ospedale Cervello di Palermo grazie a una soffiata di Pietro Garofalo, un suo compare che era stato arrestato il giorno prima, sconterà l’ergastolo per le bombe del 1993 di Roma, Firenze e Milano e per l’omicidio di don Puglisi nonché 12 anni per il sequestro Di Matteo. Durante la detenzione, si è iscritto alla facoltà di Teologia.

### Pentimento e collaborazione con la giustizia
Spatuzza ha scontato 11 anni in regime di carcere duro fino all’estate del 2008, quando si è dichiarato pentito ed è divenuto collaboratore di giustizia rilasciando diverse dichiarazioni in ordine alla strage di via D'Amelio, autoaccusandosi di aver rubato la Fiat 126 imbottita di tritolo e fatta esplodere davanti all’abitazione della madre del magistrato Paolo Borsellino, alle bombe del 1993 e ai legami fra la mafia e il mondo politico-imprenditoriale. Queste sue rivelazioni hanno permesso di smascherare quello che è stato definito "uno dei più gravi depistaggi della storia giudiziaria italiana": una decina di persone condannate in via definitiva nei processi "Borsellino uno" e "Borsellino bis" per effetto 
delle indagini del poliziotto Arnaldo La Barbera e delle invenzioni del falso pentito Vincenzo Scarantino sono state liberate nel 2011.
Il 4 dicembre 2009 ha deposto nell'ambito del processo d'appello al senatore Marcello Dell'Utri, precedentemente condannato a 9 anni in primo grado per concorso esterno in associazione mafiosa. In tale circostanza ha dichiarato che nel 1994 la stagione delle bombe si fermò perché Giuseppe Graviano gli confidò, in una conversazione avuta nel Bar Doney di via Veneto a Roma, di aver ottenuto tutto quello che voleva grazie ai contatti con Dell'Utri e, tramite lui, con Silvio Berlusconi. Secondo Berlusconi, la deposizione di Spatuzza farebbe parte di una macchinazione ai suoi danni; il centro-destra ha espresso una diffusa solidarietà nei confronti del suo leader.
L'11 dicembre Filippo Graviano ha negato in aula le affermazioni di Spatuzza, sostenendo di non aver mai avuto rapporti di alcun tipo con Dell'Utri. Giuseppe Graviano decise invece di non rispondere alle domande dell'accusa lamentando problemi di salute dovuti al 41 bis. Nessuno dei due fratelli, poi, ribatté alla dichiarazione di Spatuzza sull'incontro nel gennaio del 1994. Gli inquirenti ritenevano che gli atteggiamenti dei fratelli Graviano possano essere stati una sorta di avvertimento su possibili loro rivelazioni future in caso di mancati accordi.
Nel marzo del 2010 è stato riconosciuto attendibile dalla Procura di Firenze, in merito alle affermazioni che hanno reso possibile identificare un altro mafioso responsabile delle stragi del 1993, Francesco Tagliavia, già in carcere con due ergastoli da scontare. Nel giugno dello stesso anno, con una decisione giudicata "senza precedenti" dai PM di Caltanissetta e di Palermo, la Commissione Centrale del Viminale ha stabilito che Spatuzza non poteva essere ammesso al programma di protezione, essendo decorso il limite di 180 giorni entro cui un pentito era tenuto a riferire di fatti gravi di cui era a conoscenza.
La proposta di protezione era stata avanzata contestualmente dalle procure di Firenze, Caltanissetta e Palermo che indagavano sulla strage di via D'Amelio e sulle bombe del 1992-1993. Per Spatuzza, la Commissione ha invece confermato "le ordinarie misure di protezione ritenute adeguate al livello specifico di rischio segnalato", decisione che ha suscitato stupore e indignazione di politici e magistrati. In una lettera inviata a L'Espresso a seguito della decisione del Viminale, Spatuzza si diceva amareggiato ma fiducioso nelle istituzioni e disposto a continuare a collaborare, e commentava: "tutta la criminalità organizzata [...] certamente sta gioendo e magari brindando a questa vittoria". Nel giugno del 2011 il TAR del Lazio gli ha dato ragione e così due mesi dopo è stato inserito nel programma di protezione. Nel dicembre dello stesso anno Spatuzza, accompagnato dagli inquirenti, ripercorse i luoghi di Palermo in cui vent'anni prima fu protagonista nel rubare e preparare (col concorso di altri) l'auto 126 Fiat che sarebbe diventata l'ordigno deflagrato in via D'Amelio uccidendo il magistrato Borsellino con la sua scorta. A causa della sua collaborazione con la giustizia, Matteo Messina Denaro ha chiesto ai boss di Palermo di ucciderlo nel 2013.
Nel settembre del 2014, nel corso del processo al basista della strage di via Palestro a Milano, ha chiesto perdono per aver commesso 40 omicidi.
Alla fine del febbraio 2023, dopo il parere favorevole del Tribunale di Sorveglianza e delle diverse procure antimafia, Spatuzza ha ottenuto la libertà vigilata senza più i vincoli della detenzione domiciliare a cui era sottoposto dal 2014; gli restano quindi cinque anni di prescrizioni da osservare come per esempio non frequentare pregiudicati o non uscire dalla provincia in cui abita senza permesso. La Cassazione, nell'aprile del 2022, aveva annullato con rinvio l'ordinanza del Tribunale di Sorveglianza di Roma che aveva negato la liberazione condizionale.